# Dicaelotus ruficoxatus
Dicaelotus ruficoxatus là một loài tò vò trong họ Ichneumonidae.